# Post miserabile Ierusolimitane

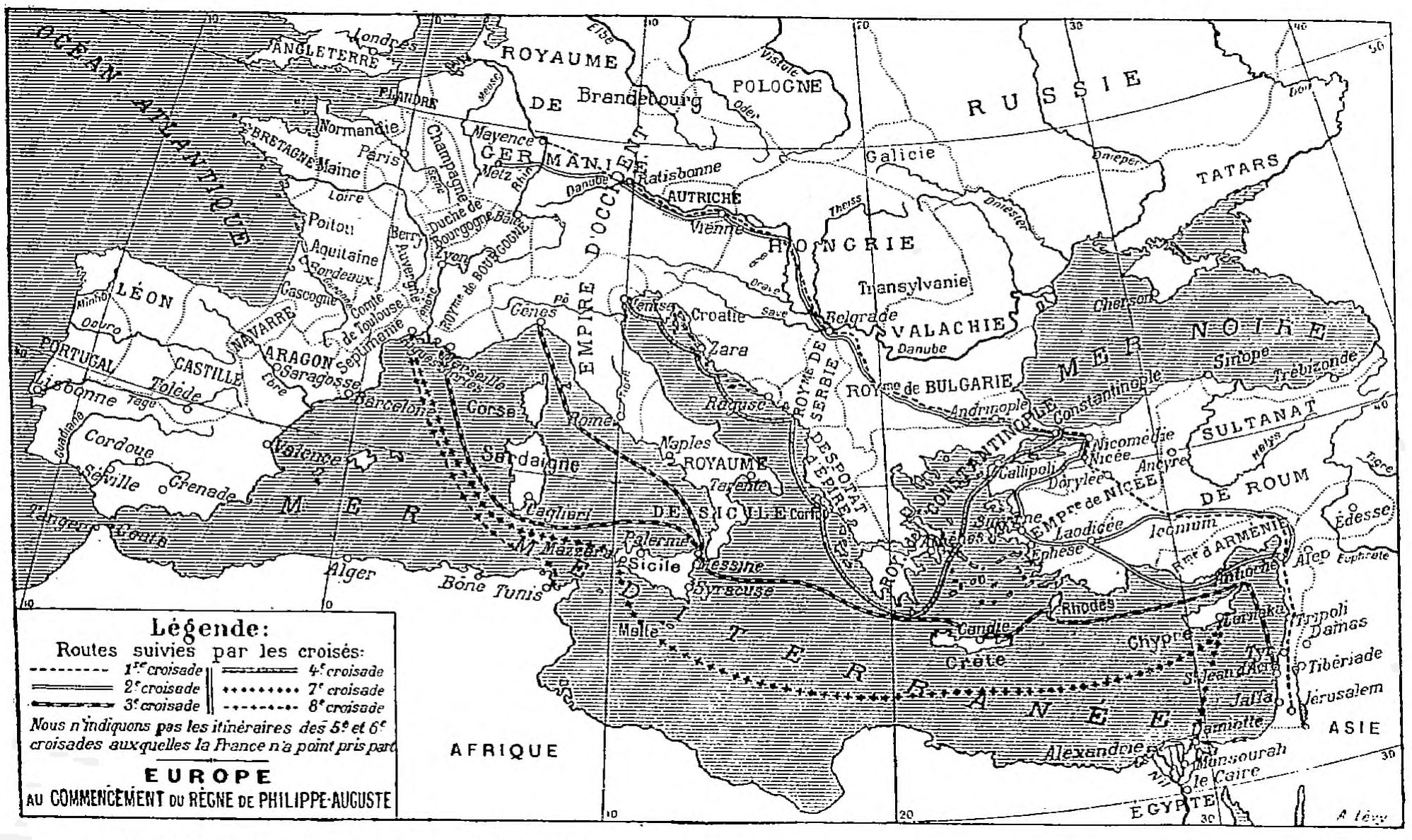
Kreuzzüge

Post miserabile Ierusolimitane  ist eine päpstliche Bulle, mit der Papst Innozenz III. am 15. August 1198 zu einem weiteren Kreuzzug auffordert. Infolge dieser Bulle kam es zum Vierten Kreuzzug.
Mit dieser Bulle beabsichtigte der Papst, den Kreuzzug zu einem „päpstlichen Werk“ zu erklären. Bisher hatten die europäischen Fürsten die Kreuzzüge geleitet und finanziert, in diesem Schreiben übernimmt Papst Innozenz III. die Initiative und legte den Beginn des Kreuzzuges auf den März 1199 fest. Der Papst ergänzte die bisherigen Regelung für Zinszahlungen und kündigte an, dass bereits geleistete Zahlungen erstattet werden sollen. 
Die weltlichen Fürsten wies er an, sich das notwendige Geld von jüdischen Geldverleihern zu erzwingen und jegliche Zinsverpflichtung zu verweigern. Ebenso sollten die Fürsten bereits geleistete Zinszahlungen an diese Geldverleiher wieder gewaltsam einfordern. 